# Louis Victor Aubert de la Mogère
Louis Victor Aubert de la Mogère, ou de Lamogère, né le 18 mai 1758 à Montpellier (Hérault), mort le 9 novembre 1837 à Metz (Moselle), est un général français de la Révolution et de l’Empire.

## États de service
Il entre en service le 1er août 1780, comme élève à l’école d’artillerie de Metz, et il en sort le 12 janvier 1781, pour entrer au régiment d’artillerie de Strasbourg, en qualité de lieutenant en second. Il fait la campagne de 1782, sur les côtes de Normandie, et devient lieutenant en premier le 19 mars 1785.
Il reçoit son brevet de capitaine en second le 1er avril 1791, et il se fait remarquer à l’armée du Rhin en 1792 et 1793. Capitaine en premier au 2e régiment d’artillerie à pied le 22 août 1793, il sert à l’armée des Alpes en l’an II, avant de rejoindre l’armée d’Italie l’année suivante.
Il est nommé chef de bataillon le 20 mai 1794, et en l’an IV, il est envoyé à l’armée de l'Intérieur. De retour à l’armée d’Italie en l’an V, il fait partie de l’armée d’Angleterre en l’an VI, sous les ordres du général Kilmaine. En 1800, il reçoit l’ordre de se rendre à l’armée de réserve formé à Dijon, et le 2 octobre 1802, il est promu chef de brigade, directeur d’artillerie à Turin. Il est fait chevalier de la Légion d'honneur le 11 décembre 1803, officier de l’ordre le 14 juin 1804, et il est nommé peu de temps après membre du collège électoral du département de l’Hérault.
Après avoir fait les campagnes de l’an XIV et 1806, sur les côtes de l’Océan, il est appelé en 1807, au commandement de l’école d'application de l'artillerie et du génie à Metz. Il est admis à la retraite le 27 août 1814, avec le grade de maréchal de camp. Il est fait commandeur de la Légion d'honneur le 17 janvier 1815.
Le 3 juillet 1816, le roi Louis XVIII, lui accorde le grade de maréchal de camp honoraire, et le nomme bibliothécaire de l’école royal d'application de l'artillerie et du génie à Metz. Il meurt le 9 novembre 1837, dans l’exercice de ses fonctions.

## Sources
- Ressource relative à la vie publique :   - base Léonore
- A. Lievyns, Jean Maurice Verdot, Pierre Bégat, Fastes de la Légion-d'honneur, biographie de tous les décorés accompagnée de l'histoire législative et réglementaire de l'ordre, Tome 3, Bureau de l’administration, 1844, 529 p. (lire en ligne), p. 251.
- « Cote LH/65/33 », base Léonore, ministère français de la Culture
- Léon Hennet, Etat militaire de France pour l’année 1793, Siège de la société, Paris, 1903, p. 127.
- Pierre Jullien de Courcelles, Dictionnaire historique et biographique des généraux français : depuis le onzième siècle jusqu'en 1822, Tome 1, l’Auteur, 1820, 490 p. (lire en ligne), p. 186.
- Côte S.H.A.T.: 8 YD 2180